# Nagy Jenő (katonatiszt)
Nagy Jenő  (Németújvár, 1898. december 31. – Budapest, 1944. december 8.) magyar katonatiszt, vezérkari ezredes. A nyilaskeresztes hatalom egyik áldozata.

## Élete
1917 végén sikeresen elvégezte a hadapródiskolát. Ezután továbbtanult a Ludovika Akadémián, majd a vezérkari iskolát is befejezte.
1940-ben a kolozsvári, majd a kassai hadtest vezérkari főnöke lett.
A II. világháború alatt nemegyszer szembekerült a Hitlert támogató magyar körök politikájával, és 1942-ben hadbíróság elé állították. Kétévi börtönre ítélték, de a büntetés letöltésére haladékot kapott egy kis idő után.
A nyilasokkal való szembenállása miatt a német megszállás után bujkálnia kellett. 1944. október végén bekapcsolódott a Magyar Front tevékenységébe és a Bajcsy-Zsilinszky Endre által vezetett Magyar Nemzeti Felkelés Felszabadító Bizottságában a katonai felkelés vezérkari főnöke lett.
1944. november 22-én a nyilasok letartóztatták néhány társával együtt Budapesten, Tartsay Vilmos Andrássy út 29. szám alatti lakásában. Másnap halálraítélték és kivégezték. Halála után, 1945 márciusában, vezérezredessé nevezték ki.